# Friedrich von Hertling
Johann Friedrich Maximilian Joseph Freiherr von Hertling (14 de octubre de 1781 - 4 de agosto de 1850) fue un teniente general bávaro que actuó como ministro de Guerra del Reino de Baviera entre el 28 de enero y el 9 de junio de 1839. Era hermano de Franz Xaver von Hertling.

## Biografía
Hertling nació en Ladenburg, hijo de Jakob Anton von Hertling y Maria Anna Antonia Juliana, nacida von Weiler. Como su hermano, Franz Xaver, se unió al Ejército bávaro en la última década del siglo XVIII y tomó parte en todas las guerras napoleónicas entre 1800 y 1815. En 1817 alcanzó el rango de Oberst, en 1831 el de mayor general y brigadier. Un año después, mientras actuaba de ministro de guerra del Reino de Baviera bajo el gobierno del rey Luis, fue promovido a teniente general y se le dio responsabilidad sobre las granjas ganaderas y el reclutamiento de caballos para el ejército (Gestüts- und Remontierungswesen). Hertling murió en Múnich.